# Hamed Malekmohamadi
Hamed Malekmohamadi Memar –en persa, حامد ملک‌محمدی معمار– (Rayy, 10 de abril de 1983) es un deportista iraní que compitió en judo. Ganó una medalla de bronce en los Juegos Asiáticos de 2002, y una medalla de plata en el Campeonato Asiático de Judo de 2008.

## Palmarés internacional
| Juegos Asiáticos    | Juegos Asiáticos      | Juegos Asiáticos  | Juegos Asiáticos |
| Año                 | Lugar                 | Medalla           | Categoría        |
| ------------------- | --------------------- | ----------------- | ---------------- |
| 2002                | Busan (Corea del Sur) | Medalla de bronce | –73 kg           |
| Campeonato Asiático |                       |                   |                  |
| Año                 | Lugar                 | Medalla           | Categoría        |
| 2008                | Jeju (Corea del Sur)  | Medalla de plata  | –81 kg           |